# East London Golf Club
De East London Golf Club is een van de oudste golfclubs in Zuid-Afrika, die gelegen is in Oost-Londen. De golfclub heeft een 18-holes golfbaan met een par van 73 gebouwd in 1923.

## De baan
Doordat de baan dicht bij zee ligt, is de baan deels een linksbaan en deels een bosbaan, hetgeen veel afwisseling geeft.
In 2007 werden de greens en bunkers gerenoveerd. 

## Golftoernooien
- South African Amateur Strokeplay Championship: 1972, 1982, 1986 & 2000
- Afrika Open: 2009-heden
- Vodacom Series: 2000